# Lassy (Calvados)
Lassy (Lascy, Lacy, Laceium, Lasceium, Lachi, Vassy) ist eine ehemalige französische Gemeinde in der Normandie im Nordwesten Frankreichs mit zuletzt 361 Einwohnern (Stand 1. Januar 2016). Sie gehörte zum Département Calvados.
Die Gemeinde Lassy wurde am 1. Januar 2017 mit Saint-Jean-le-Blanc und Saint-Vigor-des-Mézerets zur neuen Gemeinde Terres de Druance zusammengeschlossen.

## Bevölkerungsentwicklung
| Jahr                       | 1962 | 1968 | 1975 | 1982 | 1990 | 1999 | 2006 | 2016 |
| -------------------------- | ---- | ---- | ---- | ---- | ---- | ---- | ---- | ---- |
| Einwohner                  | 474  | 449  | 385  | 311  | 289  | 327  | 337  | 361  |
| Quellen: Cassini und INSEE |      |      |      |      |      |      |      |      |

## Kirche
Die Kirche von Lassy ist bis auf ein paar alte Teile ein relativ moderner Bau in Kreuzform. Das Spitzbogenportal wird von einem Kirchturm mit einer schiefergedeckten Kuppel gekrönt. Die Glocken wurden 1804 und 1806 von Charles Moisson eingeschmolzen.

## Hugh de Lacy
Aus dieser Ortschaft ging die Familie von Hugh de Lacy (1020–1049) hervor. Hugh de Lacy ist der Vater von Walter de Lacy (Lascy, Laci) (1046–1089) der Wilhelm den Eroberer 1066 (Wilhelm I. (England)) auf seinem Eroberungsfeldzug nach England begleitete. Jean (John) de Lacy (1192–1240) ist einer der Unterzeichner der Magna Carta. Die Nachfahren von Hugh de Lacy haben in England und Irland umfangreiche Ländereien erworben (siehe auch Trim (Irland) und Trim Castle).
Ein Vertreter der Familie ist Peter Graf von Lacy, der 1691 Irland verlassen musste. Er wurde Feldmarschall in Russland, Gouverneur von Livland. Peter Count de Lacy ist der erfolgreichste Vertreter einer Gruppe von jungem irischen Adel, die unter „Wildgänse“ bekannt wurden. Franz Moritz Graf von Lacy (Francois Maurice Count de Lacy, Feldmarschall unter Regentin Maria Theresia) ist der Sohn von Peter Graf von Lacy. Franz Moritz Graf Lacy war in Wien Eigentümer von Schloss Neuwaldegg und Erbauer von Schloss Wilhelminenberg.